# 李來鳳
李來鳳（1548年—？），字瑞黃，號榮阿，四川成都府漢州綿竹縣人，民籍。

## 生平
正月十二日生，行一，治《書經》，由陝西西鄉縣學教諭中式隆庆四年（1570年）庚午科四川鄉試第十一名舉人，年三十三歲中式萬曆八年（1580年）庚辰科會試第八十九名，第三甲第二百一十五名進士。通政司觀政，丁憂歸。十三年授户部主事，十七年升员外郎，本年升郎中。

## 家族
曾祖李蕚；祖李嘉冕；父李友松；母文氏。具慶下，妻季氏。弟李儀鳳。